# Iasenovo, Stara Zagora
Iasenovo (în bulgară Ясеново) este un sat în comuna Kazanlăk, regiunea Stara Zagora,  Bulgaria. 

## Demografie
Componența etnică a satului Iasenovo
     Romi (2,6%)
     Turci (39,01%)
     Bulgari (39,88%)
     Nicio identificare (18,49%)
La recensământul din 2011, populația satului Iasenovo era de 692 locuitori. Nu există o etnie majoritară, locuitorii fiind bulgari (39,88%), turci (39,01%) și romi (2,6%). Pentru 18,49% din locuitori nu este cunoscută apartenența etnică.